# Opština Sopiště
Sopiště (makedonsky Сопиште, albánsky Sopisht) je opština na severu Severní Makedonie. Sopiště je také název vesnice, která je centrem opštiny. Nachází se ve Skopském regionu.

## Geografie
Na severu opština sousedí s hlavním městem Skopje, na západě s opštinami Želino a Makedonski Brod a na východě s opštinou Studeničani.

## Demografie
Podle sčítání lidu v roce 2021 žije v opštině 6 173 obyvatel. Etnickými skupinami jsou:
- Makedonci – 4 045 (60,26 %)
- Albánci – 1 693 (25,22 %)
- Turci – 463 (6,9 %)
- ostatní a neuvedené – 512 (7,63 %)

## Osobnosti ze Sopiště
- Igor Durlovski - makedonský operní zpěvák
- Ana Durlovski - makedonská operní zpěvačka
- Rabi W. Sedrak - specialista na migraci a zakladatel balkánského imigračního programu

## Osídlená místa
5 656 obyvatel opštiny Sopiště žije v 1510 domech a 3398 bytech. V opštině se nachází celkem 13 osídlených měst a vesnic:
- Sopiště – 1365
- Rakotinci – 394
- Dobri Dol – 431
- Dolno Sonje – 707
- Gorno Sonje – 240
- Barovo – 24
- Govrlevo – 31
- Čiflik – 664
- Sveta Petka – 718
- Jabolče – 44
- Nova Breznica – 89
- Držilovo – 365
- Patiška Reka – 584